# Лимфангит
Лимфангит (от лимфа и др.-греч. ἀγγεῖον — «сосуд») (лимфангит, лимфангоит, нокардиоз кожно-лимфатический) — воспаление лимфатических сосудов. 

## Причины заболевания
Лимфангит может развиться при воспалении кожи и слизистых оболочек и др., если инфекция распространяется с током лимфы по направлению к лимфатическим узлам. Возбудители процесса — стрептококки, стафилококки, кишечная палочка и др. — проникают из межтканевых щелей воспалённой области в отводящие поверхностные, а затем и глубокие лимфатические сосуды.

## Течение заболевания
При лимфангите поражается вся стенка сосуда, в просвет его выпадают сгустки фибрина, что прерывает ток лимфы (имеет значение для отграничения воспаления). Лимфангит проявляется узкими красными полосами на коже. При некоторых формах в области полос развиваются уплотнение и болезненность. Одновременно повышается температура тела, появляется озноб, ухудшается общее самочувствие. При лимфангите глубоких сосудов наблюдаются отёк, болезненность. Хронический лимфангит характеризуется закупоркой лимфатических протоков с образованием отёков.

## Лечение
Ликвидация первичного очага, покой пораженной части тела, физиотерапевтические процедуры, компрессы, антибиотики. При хроническом лимфангите — физиотерапия.

## Профилактика
Своевременное лечение воспалительных, травматических и др. очагов.